# 就是愛。
《就是愛。》（日語：愛でした。）是日本男子組合關西傑尼斯8的第20張單曲，於2012年6月13日由Imperial Records發行。

## 發行及宣傳
《就是愛。》跟上一張單曲《愛著你的一切》（ツブサニコイ）發行相隔約10個月，為關西傑尼斯8於2012年，即出道八週年發行的首張單曲。單曲分為「初回限定盤」和「通常版」，共兩種形式。
為紀念出道八週年，關西傑尼斯8於2012年8月8日於京瓷巨蛋大阪舉辦讓四萬名歌迷免費參加的特別活動。希望參加的人須擁有此單曲和下一張單曲《ER》附送的參加應徵劵，其中獲抽籤選中的人才能參加。
關西傑尼斯8曾於2012年6月15日的《MUSIC STATION》演唱《就是愛。》。

## 歌曲
《就是愛。》是關西傑尼斯8成員錦戶亮主演的TBS土九電視劇《爸爸偶像》的主題曲。根據官方網站的描述，這是一首向在孤獨和不安圍繞的日子中給予自己曙光的人，表達不會動搖的「愛」的歌曲。

## 排行榜成績
此單曲發行首周的銷量約為26.2萬張，比上一張單曲《愛著你的一切》的約15.3萬張多了10.9張；也是關西傑尼斯8自其第15張單曲《LIFE～朝著眼前的方向～》（LIFE～目の前の向こうへ～）以來，相隔約1年10個月再次有單曲的首周銷量超過25萬張。此單曲取得該周Oricon公信榜單曲周榜的首位。關西傑尼斯8憑此單曲，由第14張單曲《Wonderful World!!》開始連續7張單曲取得首位；出道至今則共有15張冠軍單曲。
此單曲於2012年的年終銷量約為32.0萬張，於Oricon公信榜單曲年榜排行第19名。

## 收錄曲目

### 初回限定盤
| CD   | CD           | CD       | CD       |
| 曲序 | 曲目         | 词曲     | 编曲     |
| ---- | ------------ | -------- | -------- |
| 1.   | 就是愛。（愛でした。） | 石原理酉 | 大西省吾 |
| 2.   | 盛開浪漫（乱れ咲けロマンス） | 木村有希 | 大西省吾 |

| DVD  | DVD                    |
| 曲序 | 曲目                   |
| ---- | ---------------------- |
| 1.   | 就是愛。（Music Clip） |
| 2.   | 就是愛。（製作花絮）   |

### 通常盤
| CD   | CD                                 | CD       | CD       |
| 曲序 | 曲目                               | 词曲     | 编曲     |
| ---- | ---------------------------------- | -------- | -------- |
| 1.   | 就是愛。（愛でした。）                       | 石原理酉 | 大西省吾 |
| 2.   | 盛開浪漫（乱れ咲けロマンス）                       | 木村有希 | 大西省吾 |
| 3.   | Merry Go Round                     | TAKESHI  | 久米康隆 |
| 4.   | Rurarira（ルラリラ）                       | 葉山拓亮 | 葉山拓亮 |
| 5.   | 就是愛。（Original Karaoke）       | －       | －       |
| 6.   | 盛開浪漫（Original Karaoke）       | －       | －       |
| 7.   | Merry Go Round（Original Karaoke） | －       | －       |
| 8.   | Rurarira（Original Karaoke）       | －       | －       |

## 註腳
1. ↑  此消息公布時，下一張單曲《ER》的名稱和發行日期尚未公開。[6]
2. ↑  關西傑尼斯8全體成員都有參與此劇演出，而且都是飾演本人。[9]

## 外部連結
- Johnny's net （页面存档备份，存于）（日語）
- Imperial Records （页面存档备份，存于）（日語）